# Anolis aeneus
Anolis aeneus är en ödleart som beskrevs av  Gray 1840. Anolis aeneus ingår i släktet anolisar, och familjen Polychrotidae. Inga underarter finns listade i Catalogue of Life.